# إديث سيرل غروسمان
إديث سيرل غروسمان (بالإنجليزية: Edith Searle Grossmann)‏ (8 سبتمبر 1863 في أستراليا - 27 فبراير 1931، أوكلاند في نيوزيلندا)؛ سفرجات، مُدرسة، صحفية وروائية نيوزيلندية. درست في جامعة كانتربري.